# NGC 196
NGC 196 је спирална галаксија у сазвежђу Кит која се налази на NGC листи објеката дубоког неба.
Деклинација објекта је + 0° 54' 47" а ректасцензија 0h 39m 17,8s. Привидна величина (магнитуда) објекта NGC 196 износи 13,6 а фотографска магнитуда 14,6. NGC 196 је још познат и под ознакама UGC 405, MCG 0-2-110, CGCG 383-53, VV 433, HCG 7B, PGC 2357.